# Ромблон
Ромблон (таг. Romblón) — островная провинция Филиппин. В её состав входит несколько островов, один из которых и дал название провинции. Также называется и административный центр — город Ромблон. Административно и экономически провинция входит в регион МИМАРОПА.

## География
Кроме острова Ромблон, два других главных острова — Таблас и Сибуян. Мелкие острова — Маэстре-де-Кампо, Бантон, Симара, Карабао. Группа этих островов расположена в центре моря Сибуян. Миниатюрный остров Бантон является географическим центром Филиппин.
До Манилы отсюда приблизительно 346 км (или 182 мили). Координаты — 12,5° с. ш. и 122,28° в. д.

## История
В древности провинция называлась Ломлон. Это слово означает постройку птицами гнёзд, или место, где птицы строят гнёзда. После прибытия испанцев, которые исказили звучание слова, местность некоторое время называлась Домблон, и после того приобрела современное звучание.
В доиспанскую эпоху первыми на острова этой провинции прибыли негритосы с острова Панай, и народ племени мангиан с острова Миндоро. В пещерах острова Бантон были найдены интересные артефакты, говорящие о древней культуре аборигенов.
Первоначально правителями Ромблона были выходцы из числа малайских переселенцев, которые появились в этих местах в XII—XIII веке. С 1582 до 1898 года область входила в состав испанских владений, после чего в стране, и соответственно в провинции установился американский режим. В культуре заметно испанское наследие, прежде всего это выражено в архитектуре крепостей и церквей. Здания строились из коралловых блоков и украшались инкрустацией и маркетри.
В 1635 году остров Ромблон постигла христианизация. Сюда прибыли испанцы, и первым, кто проповедовал аборигенам христианство, был падре Педро де Сан Хосе Рохас. Тогда же здесь возникли крепость, монастырь и церковь. Крепость была снабжена артиллерией, чтобы отражать атаки мусульманских народов моро. В настоящее время сохраняется церковь, — это современный главный собор города Ромблона. От остальных построек остались руины — форты Сан Андрес и Сантьяго.
В 1853 году провинция была организована юридически, как субпровинция Каписа, а в 1898 перешла к американцам. В 1917 году она стала отдельной провинцией. В 1946 году она также была разделена на 4 муниципалитета (Таблас, Ромблон, Сибуян, Магали), и в 1947 этот её статус был утвержден окончательно.

## Население
Национальные языки местных жителей — ромблон(ромбломанон), ати, онхан, бантон (см. Австронезийские языки, Висайские языки, Филиппинские языки). Используются также тагальский, английский и хилигайнон.

## Религия
В Ромблоне — 75 % населения — католики, 25 % относятся к разным направлениям христианства. Здесь представлены Независимая церковь Филиппин, Церковь Христа, Адвентисты Седьмого дня, Баптисты и Филиппинская Церковь Евангелистов, и другие.

## Административное деление
В административном отношении провинция подразделяется на 17 муниципалитетов:
| - Алкантара (Alcantara) - Бантон (Banton) - Кахидиокан (Cajidiocan) - Калатрава (Calatrava) - Консепсион (Concepcion) - Коркуера (Corcuera) - Ферроль (Ferrol) - Лоок (Looc) - Магдиванг (Magdiwang) | - Одионган (Odiongan) - Ромблон (Romblon) - Сан-Агустин (San Agustin) - Сан-Андрес (San Andres) - Сан-Фернандо (San Fernando) - Сан-Хосе (San Jose) - Санта-Фе (Santa Fe) - Санта-Мария (Santa Maria) |

## Экономика
Провинция Ромблон — производитель высококачественного мрамора, сравнимого с итальянским. Находясь в центре архипелага, город Ромблон связан тесно с Лусоном, архипелагом Висайя и Минданао. Аэропорт, обслуживающий провинцию, находится в городе Тугдан на острове Таблас. Ромблон является морским портом, водные пути связывают его с Манилой и другими портами Лусона, Батангасом и Лусеной.
Из минеральных ресурсов, кроме мрамора, в провинции разрабатываются гранит, кремний, кварц, глина и каолин. Имеются запасы металлических руд: железа, меди, цинка, серебра, золота, ртути, никеля, магния.
Благоприятны условия и для сельского хозяйства, плодородные почвы позволяют выращивать кокосовую пальму, рис, кукурузу, фруктовые деревья и прочее. Возле островов проходят важные миграционные пути рыб. Из моря Сулу в море Висаян кочуют огромные косяки рыб, и они минуют проливы Таблас и Ромблон, и море Сибуян. Это благоприятно для развития рыболовства.